# Rodný dům Václava Veverky
Rodný dům Václava Veverky se nalézá na jižním okraji obce Rybitví v okrese Pardubice v tzv. Staré obci Rybitví - pozůstatku staré zástavby obce Rybitví z doby před rokem 1920 - před výstavbou areálu chemických závodů Synthesia. Dům je chráněn jako kulturní památka. Národní památkový ústav tento dům uvádí v katalogu památek pod rejstříkovým číslem ÚSKP 21199/6-4388.

## Popis objektu
Jedná se o jednoduchý zděný venkovský dům obdélného půdorysu s jednou obytnou místností a bývalou kovárnou, rodiště jednoho z vynálezců ruchadla, Václava Veverky.
Dům je přízemní, v předním štítu jsou dvě malá elipsovitá okénka, mezi nimi je umístěna pamětní deska s nápisem: ZDE SE NARODIL VÁCLAV VEVERKA VYNÁLEZCE RUCHADLA DNE 10.PROSINCE 1790. Štít je ukončen polovalbou. Zadní průčelí – ve štítu dvě malá okénka. Šindlelová střecha vpředu je polovalbová, vzadu sedlová.
Kolem domu je zahrádka ohraničená dřevěným plotem, v zahrádce se nalézá rumpálová studna a pískovcový pomník z roku 1883, věnovaný vynálezcům ruchadla obcí Rybitví. Pomník má podobu čtyřbokého pylonu s nápisy umístěného na nízkém soklu.
Nedaleko od rodného domu se nalézá další památník představující stojící bronzové ruchadlo na kamenném podstavci. Památník se prý nalézá na místě, kde bratranci Veverkové vyorali ruchadlem první brázdu.

## Galerie

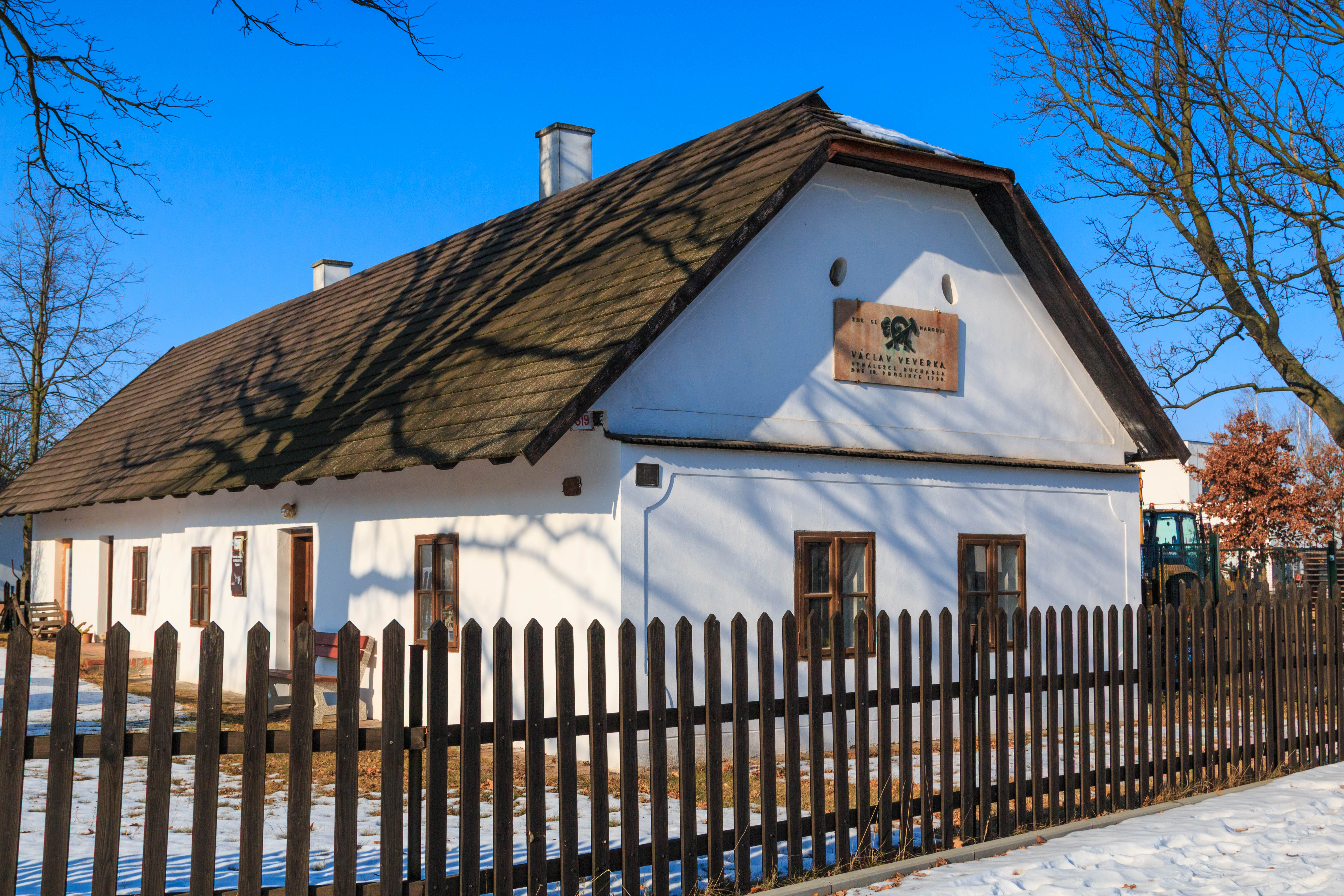
Rodný dům Václava Veverky v Rybitví
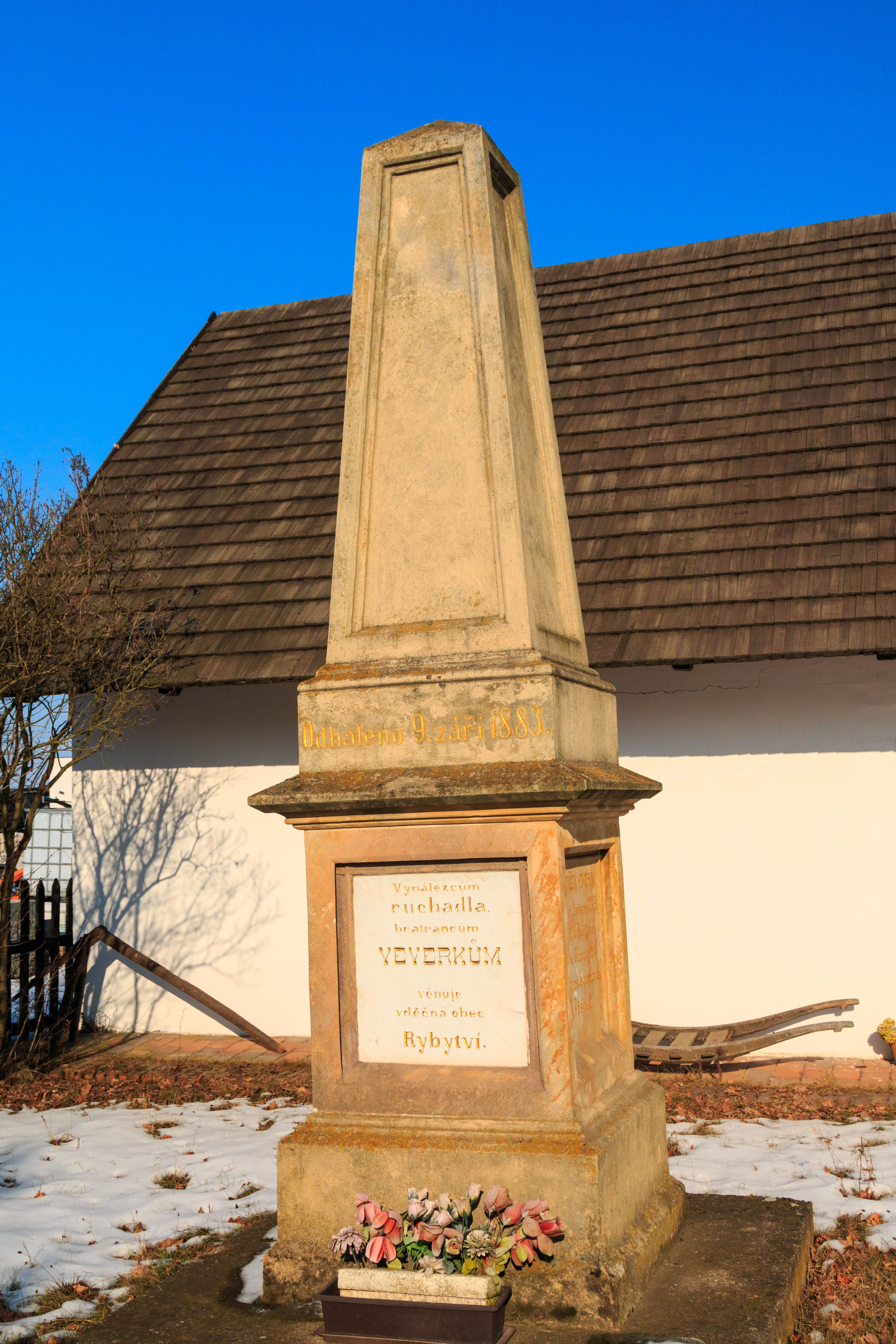
památník u rodného domu Václava Veverky v Rybitví
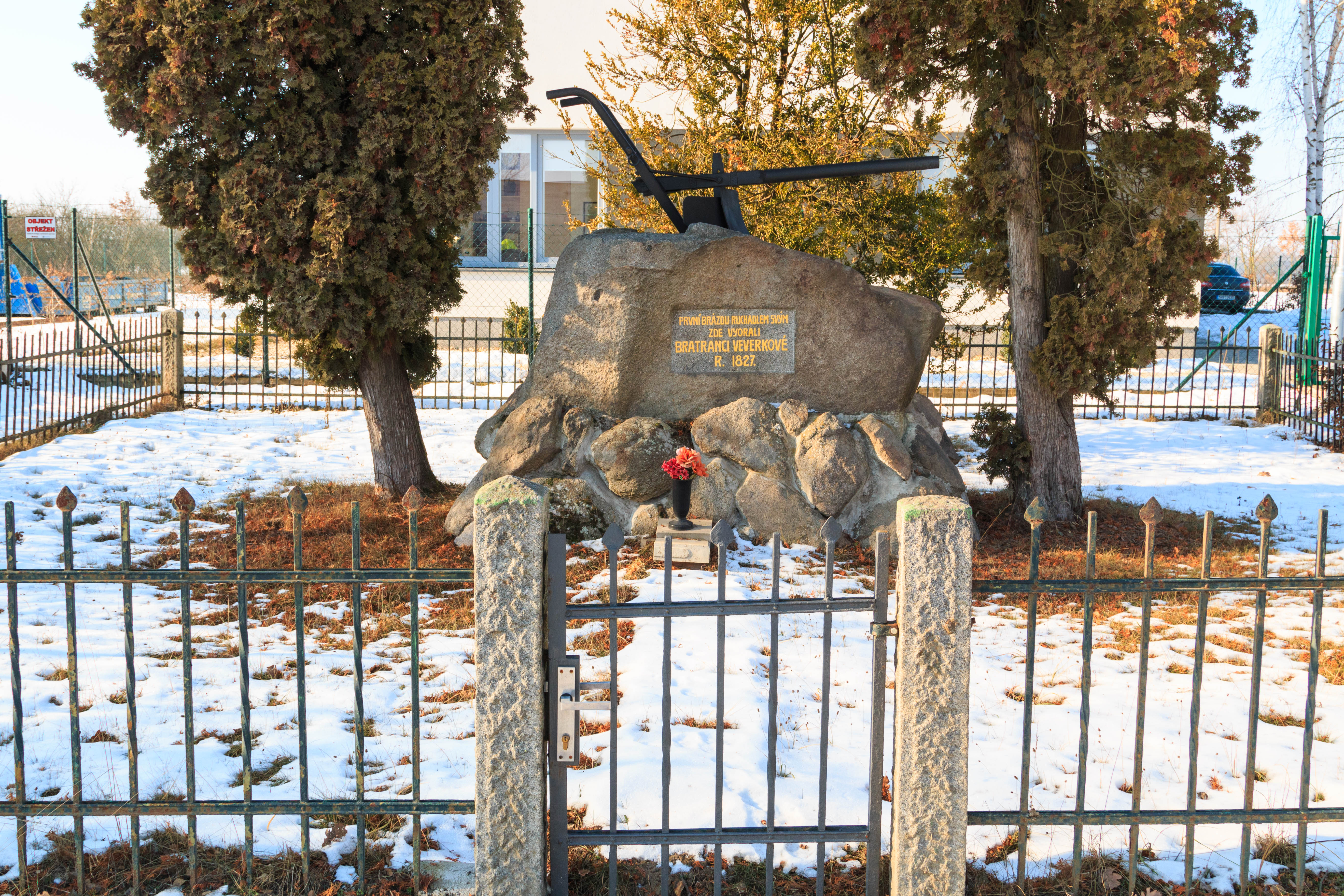
pomník ruchadla bratranců Veverkových v Rybitví